# 高山棘螈
高山棘螈（学名：Echinotriton maxiquadratus），一种分布于中国南方的两栖动物，隶属于蝾螈科棘螈属。

## 形态特征
高山棘螈模式标本为一成年雄螈，全长129.47毫米。头部扁平，近似三角形。躯干扁平，两侧具有明显的疣粒。身体大部分为黑色，侧部第二到第七颗疣粒的端部呈现浅灰黄色；方骨端、指趾端、腕跗骨端，泄殖腔和尾腹部呈现淡橘红色。

## 保育狀況
- 其被列為《瀕危野生動植物種國際貿易公約》附錄二的物種，被限制出口及貿易。
- 中国国家二级保护动物。